# رعاشة لامعة
رعاشة لامعة أو رعاشة مخططة (الاسم العلمي: Calopteryx splendens) (بالإنجليزية: Banded Demoiselle)‏ هي نوع من الحشرات يتبع جنس الرعاشة من فصيلة الرعاشية.